# Viscum nudum
Viscum nudum är en sandelträdsväxtart som beskrevs av Danser. Viscum nudum ingår i släktet mistlar, och familjen sandelträdsväxter. Inga underarter finns listade i Catalogue of Life.